# Oberer Stadtfriedhof

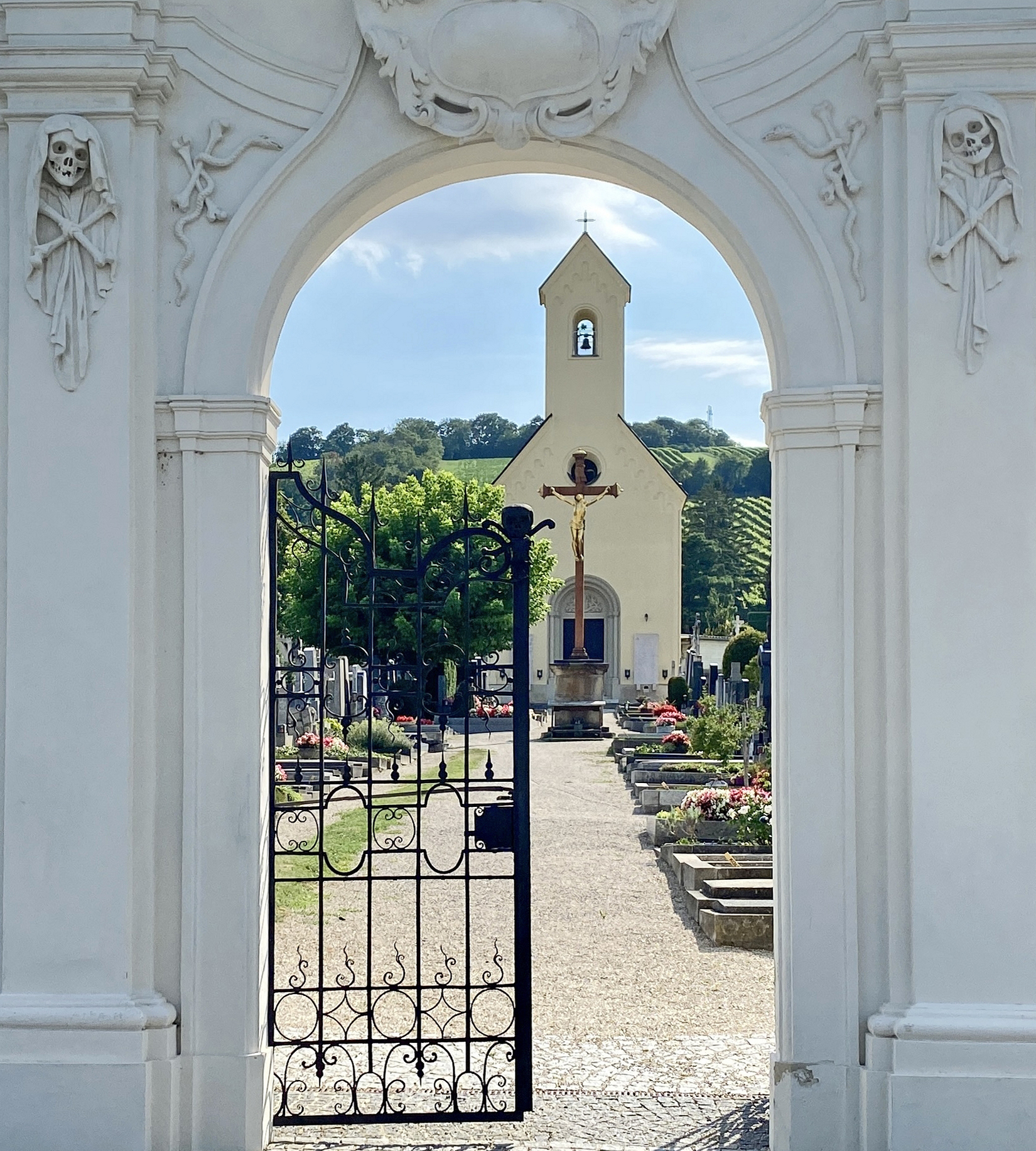
Blick durch das Barockportal auf die Friedhofskapelle am Oberen Stadtfriedhof

Der Obere Stadtfriedhof, auch Friedhof Obere Stadt, ist ein städtischer Friedhof in Klosterneuburg in Niederösterreich.

## Anlage

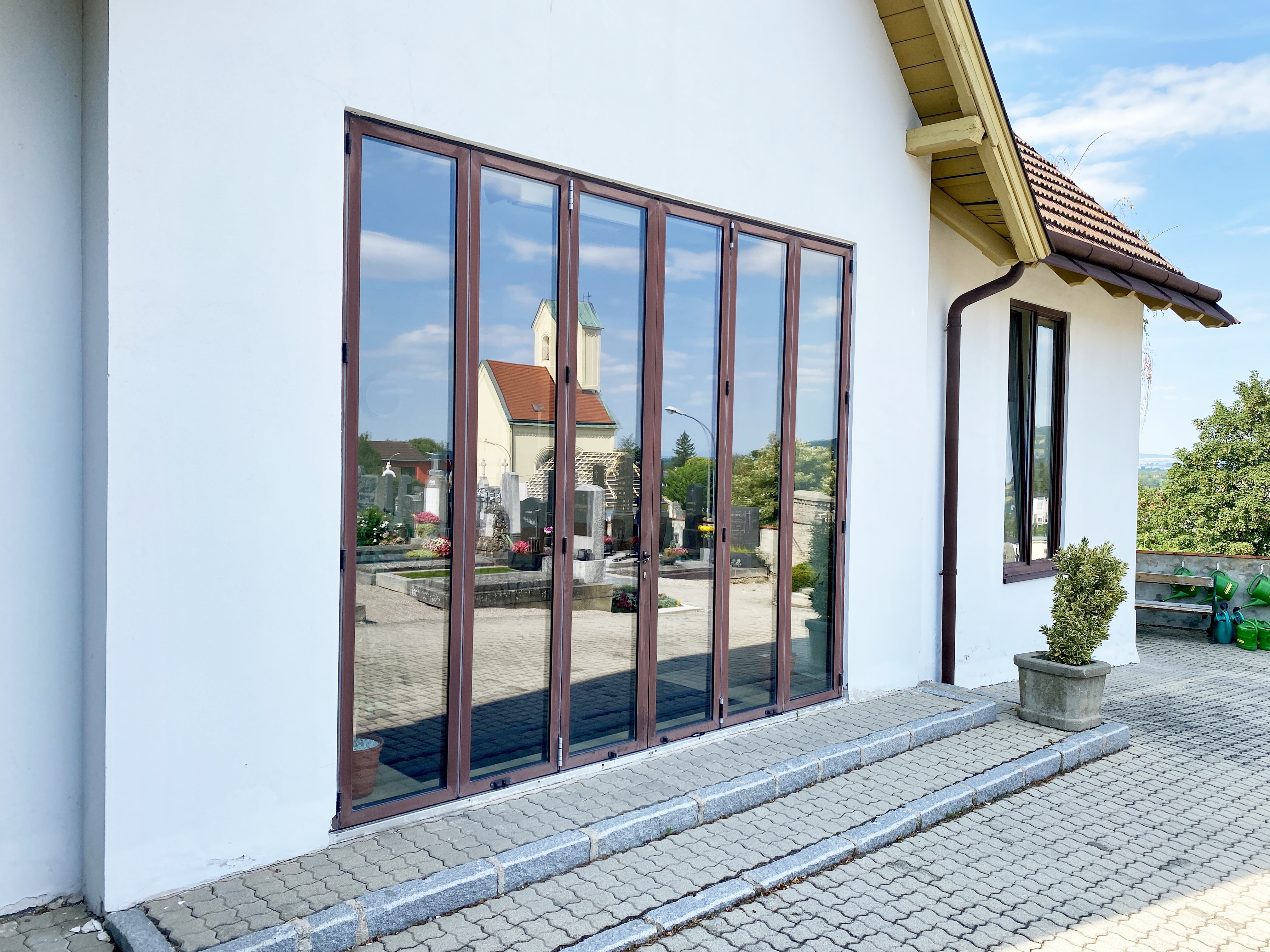
Spiegelung der Friedhofskapelle an der Aufbahrungshalle am Oberen Stadtfriedhof

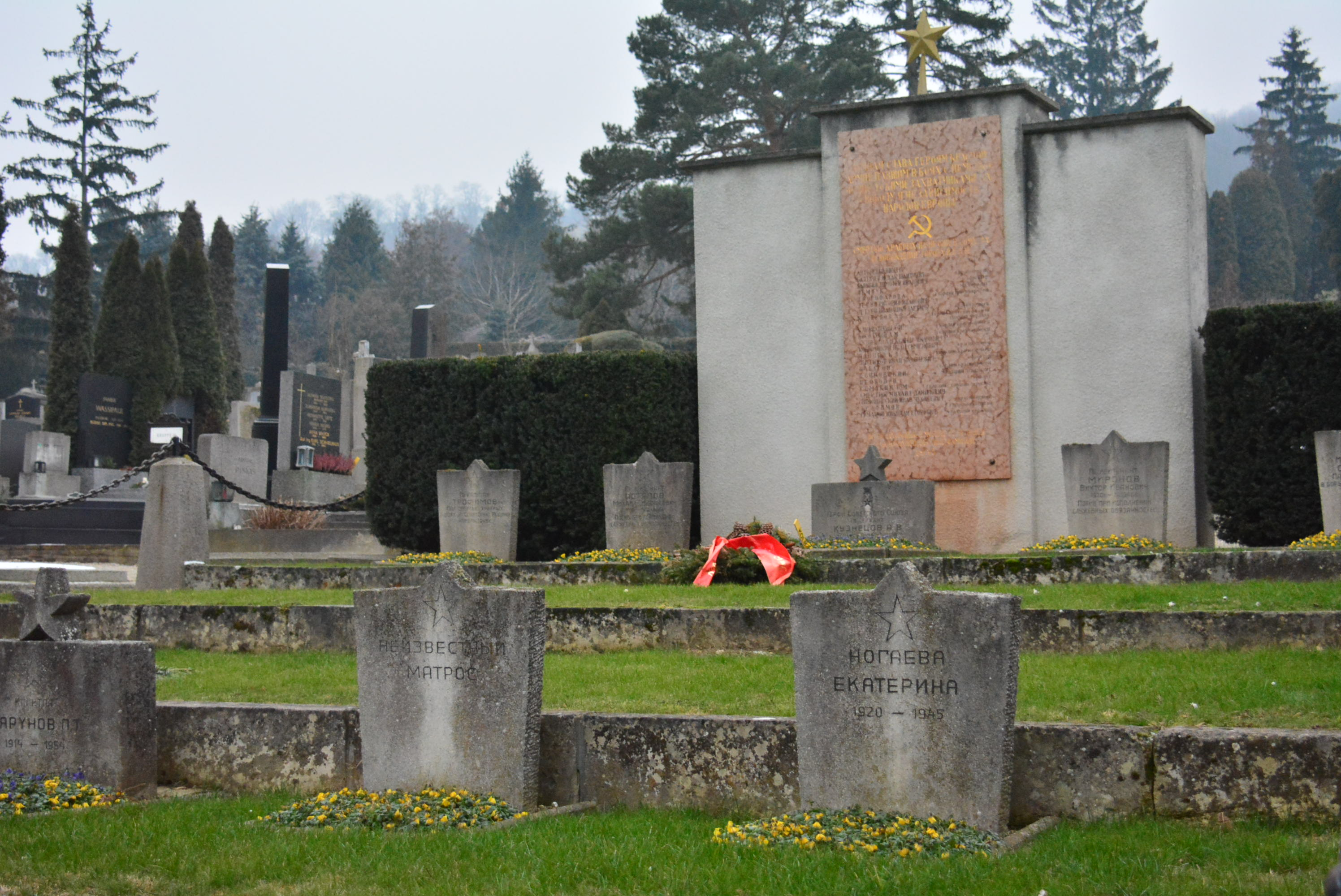
Sowjetische Kriegsgräberanlage am Oberen Stadtfriedhof

Der Obere Stadtfriedhof liegt an der Adresse Meynertgasse 39–41 am Abhang des Buchbergs. Er weist mehrere historistische und klassizistische Grabdenkmäler auf, etwa jene der Familien Babo, Emmerich und Meynert, Ernst, Schroft sowie Stockert. Auf dem Gelände befindet sich eine sowjetische Kriegsgräberanlage aus dem Zweiten Weltkrieg. Das hohe Friedhofskreuz besteht aus Gusseisen.
Die neuromanische Friedhofskapelle ist ein Werk des Architekten Carl Roesner. Unterhalb des schlichten, auf quadratischem Grundriss stehenden Baus befindet sich eine Chorherren-Gruft. Die Kapelle hat große Rundbogenfenster und ein Portal mit dem Wappen des Stifts Klosterneuburg. Der Innenraum weist ein Kreuzrippengewölbe und ein großes Wandbild von Leopold Kupelwieser auf, das die Auferstehung der Toten zeigt.
Das barocke Friedhofsportal zur Friedhofgasse hin wurde vom Bildhauer Lorenzo Mattielli geschaffen, der auch die Pietà im Kreuzgang des Stifts Klosterneuburg gestaltete. Teil des Portals ist eine Gruppe von Plastiken: ebenfalls eine Pietà, die von Engeln angebetet wird, sowie Arme Seelen im Fegefeuer. Am Tor angebracht sind weiters Symbole der Vergänglichkeit wie Totenschädel und Knochen.
Der Friedhof steht unter Denkmalschutz.

## Geschichte
Der Obere Stadtfriedhof wurde 1844, drei Jahre nach dem Unteren Stadtfriedhof an der Martinstraße, an seinen heutigen Standort verlegt. Er hatte sich zuvor am Stiftsplatz befunden. Dabei wurde auch das barocke Friedhofsportal übertragen, das ursprünglich aus dem Jahr 1734 stammt. Die Friedhofskapelle wurde 1846 erbaut. Der Friedhof wurde zu Beginn des 20. Jahrhunderts erweitert.

## Bekannte hier bestattete Persönlichkeiten

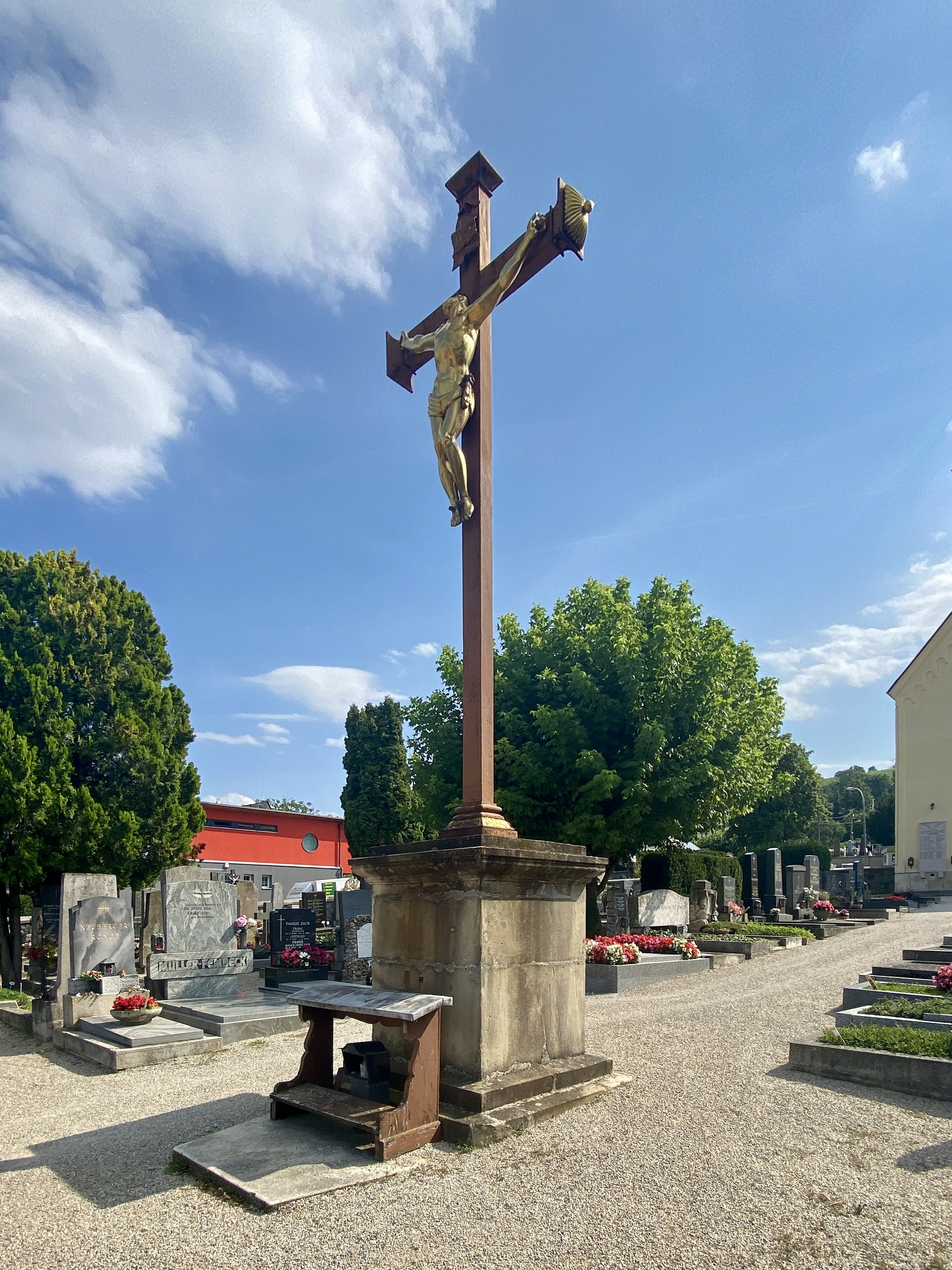
Friedhofskreuz am Oberen Stadtfriedhof

| Name                       | Lebensdaten | Tätigkeit                                 |
| -------------------------- | ----------- | ----------------------------------------- |
| Leopold Ackermann          | 1771–1831   | Augustinerchorherr                        |
| August Wilhelm von Babo    | 1827–1894   | Weinbauforscher                           |
| Eugen Bormann              | 1842–1917   | Althistoriker und Epigraphiker            |
| Walter Breisky             | 1871–1944   | Beamter und Politiker                     |
| Fritz Eckhardt             | 1907–1995   | Schauspieler, Autor, Sänger und Regisseur |
| Alfred Finger              | 1855–1936   | Violinist                                 |
| Maximilian Fischer         | 1782–1851   | Augustinerchorherr                        |
| Theobald Fritz             | 1771–1848   | Augustinerchorherr                        |
| Eugen Jesser               | 1946–2008   | Chorleiter                                |
| Karl Borromäus Landsteiner | 1835–1909   | Theologe und Schriftsteller               |
| Anton Lehár                | 1876–1962   | Offizier                                  |
| Wilhelm Marinelli          | 1894–1973   | Zoologe, Anatom und Volksbildner          |
| Theodor Meynert            | 1833–1892   | Psychiater, Neurologe und Neuroanatom     |
| Franz Poledne              | 1873–1932   | Maler und Illustrator                     |
| Otto Riedel                | 1906–1991   | Maler und Zeichner                        |
| Leonhard Roesler           | 1839–1910   | Chemiker und Önologe                      |
| Jakob Ruttenstock          | 1776–1844   | Augustinerchorherr                        |
| Adam Schreck               | 1796–1871   | Augustinerchorherr                        |
| Wilhelm Sedlaczek          | 1793–1853   | Augustinerchorherr                        |
| Daniel Tobenz              | 1743–1819   | Augustinerchorherr                        |